# Iconicitat
La iconicitat és el grau de similitud que hi ha entre una imatge i l'objecte que aquesta imatge representa, també, com el grau de realisme d'un dibuix; o grau d'abstracció, si aquest fos més o menys icònic. És la característica que té una imatge de semblar-se el més possible a la realitat, realitat possible o probable, realitat intuïtiva acceptada, o acceptable per a tots.